# Elvin J. Hansen
Elvin Jørgen Hansen (født 1. maj 1950) er en dansk politiker, der fra 2010 til 2013 var borgmester i Odder Kommune, valgt for Socialdemokraterne.
Han blev valgt ind i kommunalbestyrelsen for Odder Kommune i 1986 og blev siden borgmester i kommunen fra 1998 til 2007. Fra 2007 til 2009 var han formand for teknisk udvalg og medlem af økonomiudvalget.
I efteråret 2010 fik han en del opmærksomhed, da han fremsatte et ønske om en lønforhøjelse. Baggrunden var, at hans løn lå væsentligt under kommunaldirektørens, selvom han som borgmester har et betydeligt større ansvar. Ønsket fik en del opmærksomhed, da det blev fremsat på et tidspunkt med stram økonomi og afskedigelser blandt kommunens personale.